# 오기봉
오기봉은 상업은행 야구단에서 뛴 전 야구 선수다. 경남고등학교를 졸업했다. 2015년부터 후라 여자야구단 감독을 맡고 있다.